# Abdulsamed Abdullahi
Abdulsamed Abdullahi, né le 19 janvier 1997 à Tilbourg, est un footballeur international somalien, qui possède aussi la nationalité néerlandaise. Il joue au poste de milieu gauche, et joue actuellement dans le club monténégrin de l'Arsenal Tivat.

## Biographie

### En club
Abdulsamed Abdullahi est formé à l'Overmaas Rotterdam puis au Spartaan'20, qu'il quitte en 2016 pour rejoindre les Kozakken Boys en troisième division. En 2018, il rejoint le Jong Sparta, toujours au même échelon national.
Le 9 août 2019, il signe pour une saison plus une en option en faveur du FC Den Bosch. Il fait ses débuts en seconde division néerlandaise trois jours plus tard face au Jong PSV et inscrit le premier but de la rencontre.
Le 1er septembre 2020, il rejoint l'Ergotelis Héraklion. Il fait ses débuts avec le club grec le 17 janvier 2021 contre l'Ionikos Nikaia. Il inscrit son premier but pour le club le 10 avril 2022 sur la pelouse de l'OF Ierápetra.
Après avoir été libéré par son club à la fin de la saison 2021-2022, il signe en juillet 2023 dans le club monténégrin du Mladost DG. Il n'y reste que six mois, car il rejoint le FK Dečić Tuzi en janvier 2024. Il est sacré champion du Monténégro 2023-2024 avec cette équipe. En août 2024, il découvre un troisième club du championnat monténégrin en signant à l'Arsenal Tivat.

### En sélection
Les parents d'Abdullahi sont tous deux originaires de Somalie, ce qui le rend éligible à l’équipe nationale. Le 5 septembre 2019, il honore sa première sélection en équipe de Somalie face au Zimbabwe au premier tour de qualifications à la Coupe du monde 2022. Abdullahi et ses coéquipiers remportent le match 1-0 à l'aller puis s'inclinent 3-1 en fin de match cinq jours plus tard.
En juin 2021, il dispute deux nouveaux matchs internationaux, un amical perdu face à Djibouti et le barrage de qualification à la Coupe arabe lui aussi perdu contre Oman.

### Autres activités
Abdullahi a étudié l'économie d'entreprise, et avant de rejoindre Den Bosch, il a travaillé environ 20 heures par semaine à Rotterdam, en encadrant et prêtant du matériel sportif, et effectuant du travail social avec des jeunes de plus de 15 ans.